# Евертон Соарес
Евертон Соарес (порт. Éverton Soares, нар. 22 березня 1996, Мараканау) — бразильський футболіст, лівий вінгер «Фламенгу» і національної збірної Бразилії.

## Клубна кар'єра
Народився 22 березня 1996 року в місті Мараканау. Вихованець юнацьких команд футбольних клубів «Форталеза» та «Греміо».
20 квітня 2014 року в матчі проти «Атлетіко Паранаенсе» він дебютував у бразильській Серії A. 6 червня 2015 року в поєдинку проти «Гояса» Евертон забив свій перший гол за «Греміо» в чемпіонаті. 3 березня 2016 року в матчі Кубка Лібертадорес проти еквадорського «ЛДУ Кіто» він забив гол. Того ж року виграв з командою Кубок Бразилії, а наступного — Кубок Лібертадорес.
У серпні 2020 року уклав п'ятирічний контракт з португальською «Бенфікою».

## Виступи за збірну
2018 року дебютував в офіційних матчах у складі національної збірної Бразилії.
Наступного року став у її складі учасником Кубка Америки 2019, де виходив на поле у всіх шести іграх бразильців і допоміг їм вибороти дев'ятий титул найсильнішої збірної континенту. По ходу турніру забив три м'ячі, включаючи гол у ворота Перу у фіналі, розділивши з перуанцем Паоло Герреро титул найкращого бомбардира змагання.
| Дата       | Місто          | Господарі | Результат          | Гості     | Турнір                          | Голи | Примітки |
| ---------- | -------------- | --------- | ------------------ | --------- | ------------------------------- | ---- | -------- |
| 7-9-2018   | Іст-Ратерфорд  | США       | 0 – 2              | Бразилія  | товариський матч                | -    | 80'      |
| 12-9-2018  | Лендовер       | Бразилія  | 5 – 0              | Сальвадор | товариський матч                | -    | 54'      |
| 23-3-2019  | Порту          | Бразилія  | 1 – 1              | Панама    | товариський матч                | -    | 60'      |
| 26-3-2019  | Прага          | Чехія     | 1 – 3              | Бразилія  | товариський матч                | -    | 46'      |
| 6-6-2019   | Бразиліа       | Бразилія  | 2 – 0              | Катар     | товариський матч                | -    | 21'      |
| 9-6-2019   | Порту-Алегрі   | Бразилія  | 7 – 0              | Гондурас  | товариський матч                | -    | 66'      |
| 14-6-2019  | Сан-Паулу      | Бразилія  | 3 – 0              | Болівія   | Копа Америка 2019 - 1-й етап    | 1    | 81'      |
| 18-6-2019  | Сальвадор      | Бразилія  | 0 – 0              | Венесуела | Копа Америка 2019 - 1-й етап    | -    | 72'      |
| 22-6-2019  | Сан-Паулу      | Перу      | 0 – 5              | Бразилія  | Копа Америка 2019 - 1-й етап    | 1    |          |
| 27-6-2019  | Порту-Алегрі   | Бразилія  | 0 – 0 (4 – 3 п.п.) | Парагвай  | Копа Америка 2019 - чвертьфінал | -    |          |
| 2-7-2019   | Белу-Оризонті  | Бразилія  | 2 – 0              | Аргентина | Копа Америка 2019 - півфінал    | -    | 46'      |
| 7-7-2019   | Ріо-де-Жанейро | Бразилія  | 3 – 1              | Перу      | Копа Америка 2019 - Фінал       | 1    | 90+3'    |
| 10-10-2019 | Сінгапур       | Бразилія  | 1 – 1              | Сенегал   | товариський матч                | -    | 59'      |
| 13-10-2019 | Сінгапур       | Бразилія  | 1 – 1              | Нігерія   | товариський матч                | -    | 46'      |
| Усього     |                | Матчів    | 14                 |           | Голів                           | 3    |          |

## Титули і досягнення
| - Володар Кубку Бразилії (3): «Греміо»: 2016 «Фламенгу»: 2022, 2024 - Переможець Ліги Каріока (1): «Фламенгу»: 2024 - Володар Суперкубка Бразилії (1): «Фламенгу»: 2025 - Володар Кубка Лібертадорес (2): «Греміо»: 2017 «Фламенгу»: 2022 - Переможець Рекопи Південної Америки (1): «Греміо»: 2018 - Володар Кубка Америки (1): Бразилія: 2019 - Срібний призер Кубка Америки (1): Бразилія: 2021 | - Найкращий бомбардир Кубка Америки (1): Бразилія: 2019 (3 голи) |